# Папа Климент X
Папа Климент X (лат. Clemens X), правим именом Емилио Бонавентура Алтијери (итал. Emilio Bonaventura Altieri; Рим, 13. јул 1590. — Рим, 22. јул 1676), био је 239. папа Римокатоличке цркве у периоду од 29. априла 1670. године до своје смрти 22. јула 1676. године. Био је наследник папе Климента IX и претходник папе Иноћентија XI. На месту папе био је шест година.

## Детињство и младост
Рођен је у Риму у коме је породица Алтијери била једна од најбогатијих у то време.

## Конклава
29. априла 1670. године,дошло је до конклаве за избор новог папе,Емилио Бонавентура Алтиери је имао 59 гласова кардинала који су били за то да он буде нови поглавар Римокатоличке цркве,док су против тога била само два кардинала.Он се међутим противио овој одлуци због његове старости,јер он је имао 80 година и рекао је “Ја сам сувише стар да носим тај терет”.Упорно се противио говорећи да он није способан за такав положај.На крају је са сузама у очима прихватио дужност и из захвалности према свом претходнику ког је изузетно ценио и поштовао узео је име Климент X.Чин устоличења извршен је 11. маја 1670. године.